# Musée du mémorial de la Paix de Hiroshima
 (décembre 2020).
Si vous disposez d'ouvrages ou d'articles de référence ou si vous connaissez des sites web de qualité traitant du thème abordé ici, merci de compléter l'article en donnant les références utiles à sa vérifiabilité et en les liant à la section « Notes et références ».
Le musée du mémorial de la Paix de Hiroshima (広島平和記念資料館, Hiroshima heiwa kinen shiryōkan) a été créé en 1955 dans le parc du Mémorial de la Paix, là où eu lieu l'explosion de la première bombe atomique en 1945. Le bâtiment principal a été conçu par l'architecte Kenzō Tange.
La visite s'effectue de manière chronologique: dans un premier temps, les collections présentent l'expansion de la ville de Hiroshima et la façon dont elle devint une place forte de l'armée japonaise pendant la seconde guerre mondiale.
Puis le visiteur est exposé aux documents reconstituant la montée en puissance militaire des États-Unis envers le Japon, notamment l'élaboration de l'arme atomique. À travers des documents historiques et officiels variés (maquettes, lettres, photographies...) le visiteur est invité à retracer les différents événements qui menèrent au bombardement du 6 août 1945.
La fondation qui gère le musée recueille des souvenirs des incidents et des récits des expériences des victimes et participe au mouvement international pour la paix. Le musée expose non seulement en détail la catastrophe du 6 août, mais affiche également des informations sur les armes atomiques dans le monde. Comparé à un autre musée japonais, le Yūshūkan à Tokyo, le Musée de la paix montre une vision différente de l'histoire japonaise et critique le militarisme japonais.
53 millions de personnes ont visité le musée en 50 ans depuis son ouverture. Plus d'un million le visitent chaque année.

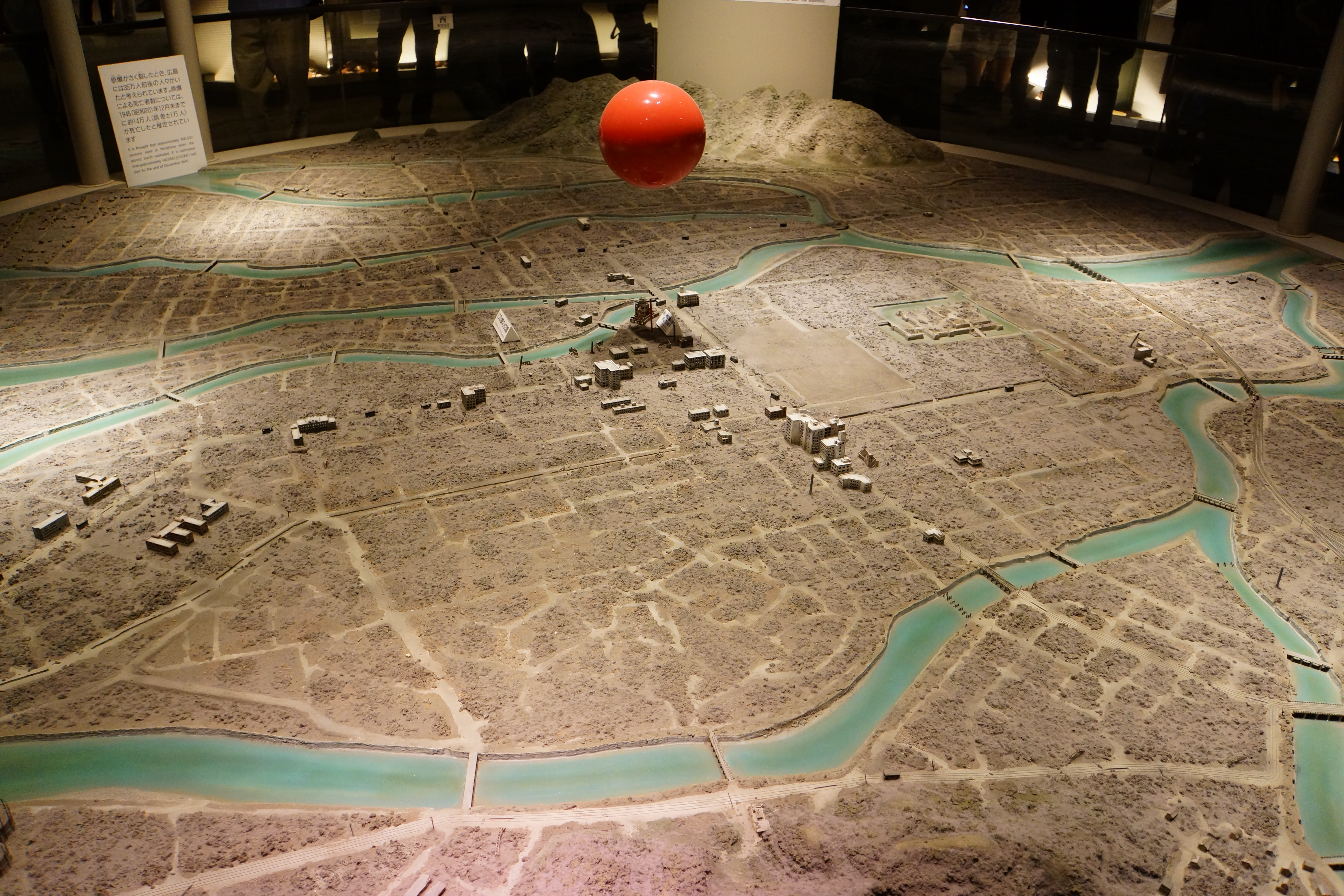
Diorama des dégâts de l'explosion.
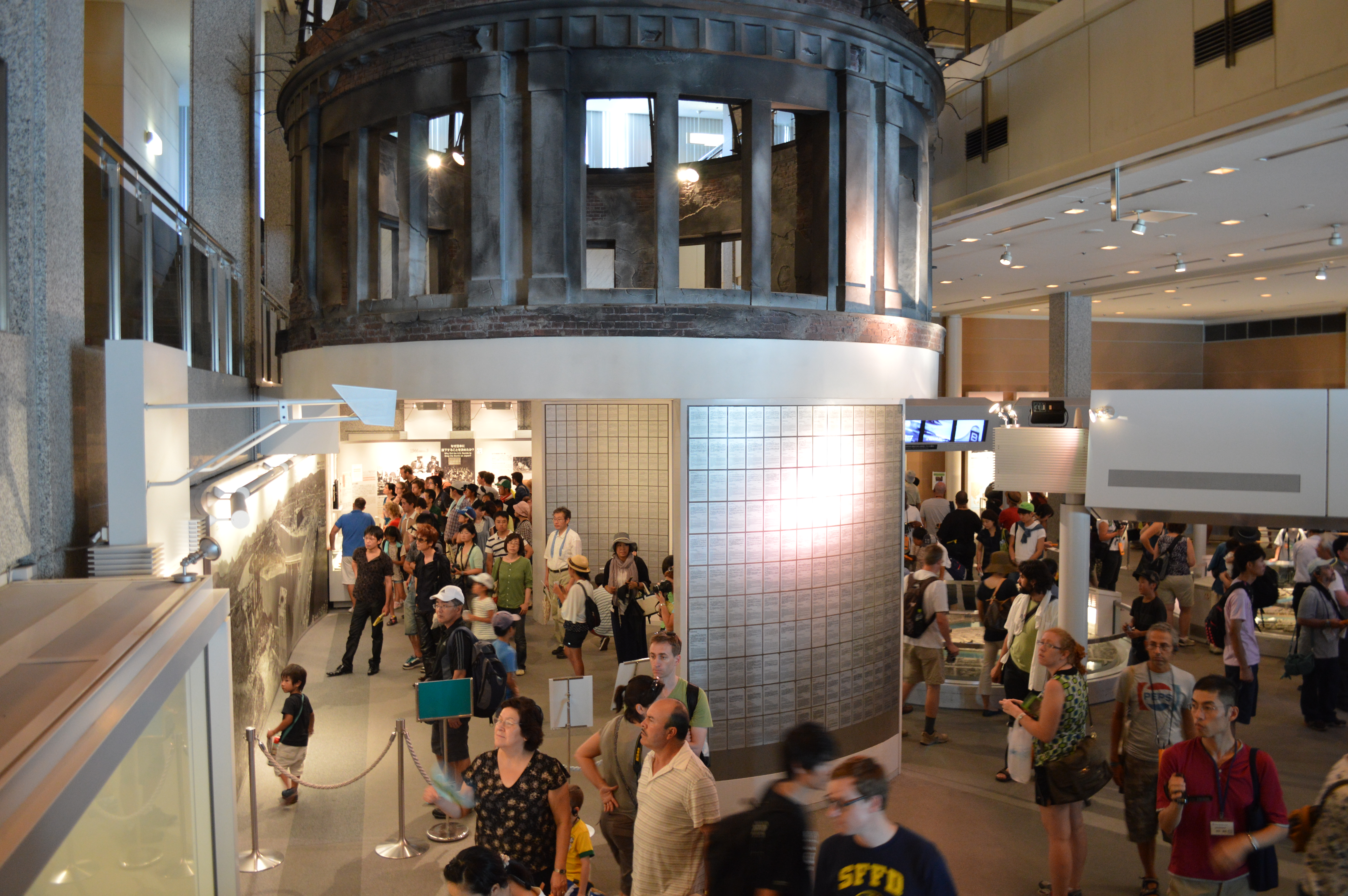
le musée.
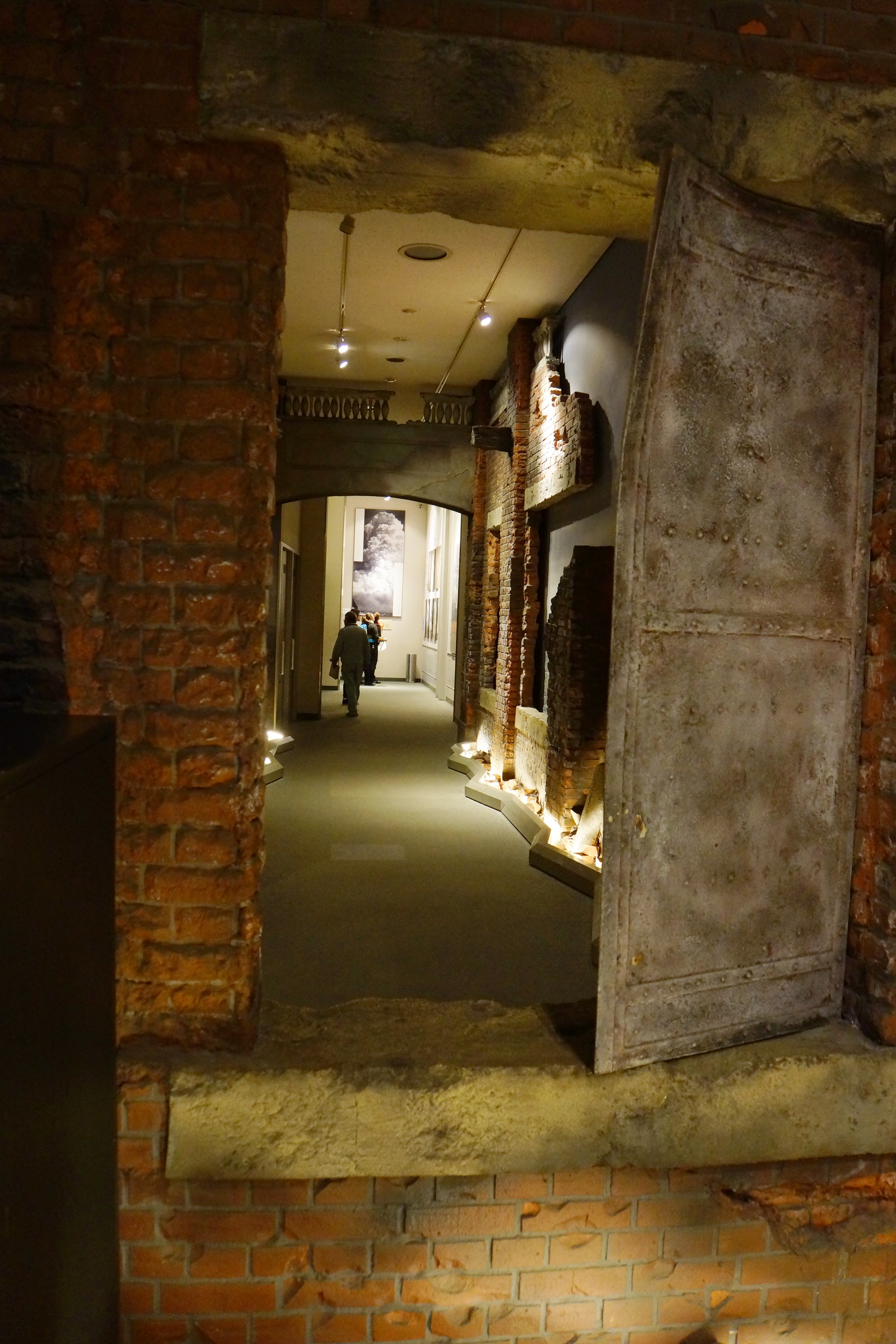
Une rue reconstituée.

## Histoire
En 1946, Kenzo Tange, qui commençait alors sa carrière d'enseignant à l’Université de Tokyo, se rend à Hiroshima à la demande du Conseil de réhabilitation des dommages de guerre. Sa décision de se porter volontaire pour travailler sur le site contaminé par l’explosion nucléaire a été considérée comme un acte de courage ainsi qu’un acte de contrition : Tange a en effet collaboré au régime impérialiste et nationaliste japonais pendant le Seconde Guerre mondiale. Tange a relevé des informations sur place afin d'évaluer les dommages et a proposé un plan d'aménagement qui a été partiellement intégré dans le plan officiel de reconstruction d’Hiroshima de 1947. L'architecte japonais considérait cette ville japonaise ravagée comme une tabula rasa, une occasion exceptionnelle de reconstruire sans être limité par les contraintes d’une structure urbaine préexistante. Son plan de reconstruction était un projet basé sur un système de zonage fonctionnel, en mettant l’accent sur les espaces verts, avec le parc du Mémorial de la paix.

## Description
Le musée du mémorial de la paix se compose de deux éléments : le bâtiment principal, le plus grand, et le bâtiment est, auquel il est relié par une passerelle. À l'ouest se trouve un autre édifice, le centre international des conférences d'Hiroshima, qui ne fait pas partie du musée.

### Le bâtiment principal
Le bâtiment principal est construit sur une large place, afin de permettre aux visiteurs du parc de la Paix de passer de la rue à l'intérieur du parc sans nécessairement marcher dans le corps du musée. Dessiné par Kenzo Tange en 1949, soit seulement 4 ans après le bombardement atomique, il est terminé en 1955 et connaît une rénovation en 1991 - 1994.
Le musée s'élève sur des pilotis qui permettent de dégager la vue : le visiteur peut ainsi apercevoir le Dôme de Genbaku.
Les dimensions imposantes donnent une impression de monumentalité à l'édifice. La hauteur totale de l'édifice est de 13 mètres. L’étage principal du musée s'élève à six mètres au-dessus du sol et est accessible par un escalier autoportant. Les matériaux utilisés sont le béton brut (sans peinture, sans ornement) et le verre, à l'extérieur comme à l'intérieur. Le musée a une forme de parallélépipède rectangle, avec des murs en béton et des fenêtres étroites.
La façade est rythmée par des éléments verticaux qui se répètent vers l’extérieur à partir du centre. Elle est organisée de façon symétrique et elle est soutenue par 10 pilotis sur chaque façade. Les pilotis sur les extrémités sont plus épais que les autres et renforce l'impression de monumentalité. Les divisions verticales du premier étage donnent un rythme, articulé par des éléments appariés en a b c d / c c c / d c b a. Les grandes baies vitrées permettent à la lumière naturelle d'entrer et aux visiteurs de profiter de la vue sur les jardins. L'espace d'exposition intérieur est conforme au concept moderniste européen du cube blanc : la forme d'une grande enceinte aux murs blancs. Apparu dans les années 1970, il vise, par sa propreté et sa neutralité, à supprimer tout contexte autour des objets exposés.

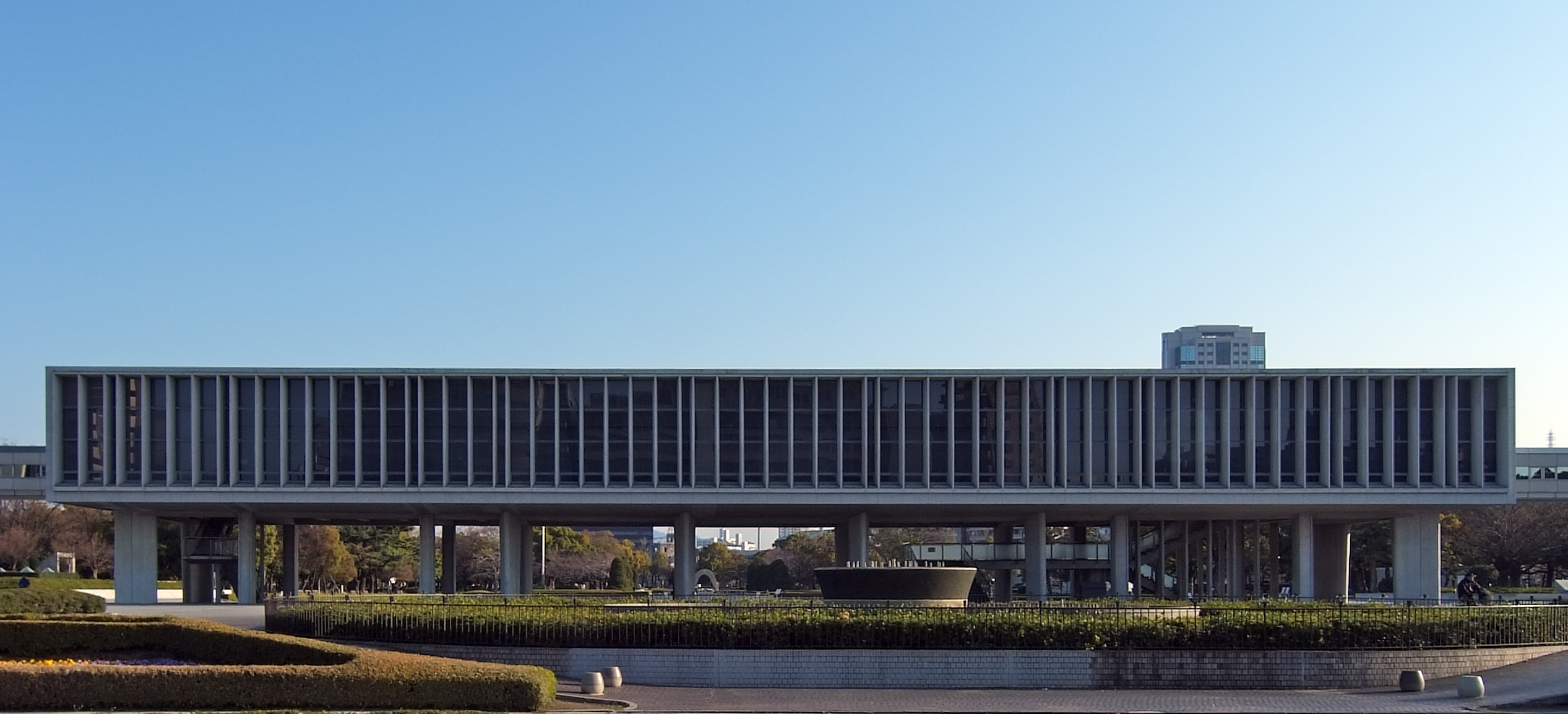
Vue sur le bâtiment principal du musée

Le bâtiment principal du musée est un exemple de l'architecture moderne. Il est classé comme sur la liste des biens culturels d’importance nationale du Japon. Il témoigne de l'influence de l'architecte Le Corbusier dont il applique quatre des cinq points de l'architecture moderne (1926) :  
1. les pilotis (le rez-de-chaussée est transformé en un espace dégagé destiné aux circulations, les locaux obscurs et humides sont supprimés) ;
2. le toit-terrasse plat (ce qui signifie à la fois le renoncement au toit traditionnel en pente) ;
3. le plan libre (la suppression des murs et refends porteurs autorisée par les structures de type poteaux-dalles en acier ou en béton armé libère l'espace, dont le découpage est rendu indépendant de la structure) ;
4. la façade libre (poteaux en retrait des façades, plancher en porte-à-faux, la façade devient une peau mince de murs légers et de baies placées indépendamment de la structure). Il existe également un sixième point, mais de moindre importance, car il fait plutôt référence à de l'esthétisme. C'est celui de la suppression de la corniche.

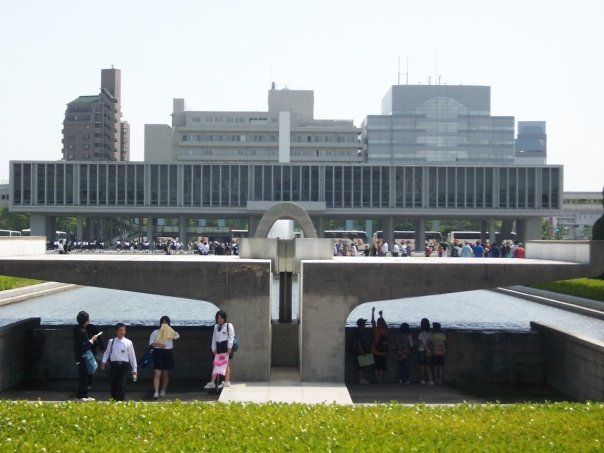
Le bâtiment principal du musée

Tange avait visité l'Unité d'Habitation de Le Corbusier. Il avait également rencontré Le Corbusier au Congrès international d'architecture moderne (CIAM) dans la banlieue de Londres en 1951.
Le bâtiment principal fait également référence à l'architecture traditionnelle japonaise par son caractère austère et modulaire, mais également par les brise-soleil. Le choix d'une architecture moderne et épurée témoigne par ailleurs de la volonté des deux pays, le Japon et les États-Unis, de se tourner vers l'avenir. En utilisant des matériaux industriels, il était question de mettre de côté les références historiques, ethniques et nationales pour mettre l'accent sur l'humanité, l'universalité. L'allure horizontale du bâtiment renvoie aux notions de démocratie et d'égalité, en rupture avec les valeurs nationalistes du Japon impérial d'avant-guerre.

### Le bâtiment est
Il se compose de trois niveaux d'expositions (1F, 2F et 3F).

## Collections
Selon l’introduction du guide du Musée du Mémorial de la Paix d’Hiroshima :

« Le Musée du Mémorial de la Paix recueille et expose les effets personnels laissés par les victimes, des photos et d’autres documents qui transmettent l’horreur de cet événement, complétés par des expositions qui décrivent Hiroshima avant et après les bombardements et d’autres qui présentent l’état actuel de l’ère nucléaire. Chacun des objets exposés incarne le chagrin, la colère ou la douleur de personnes réelles. Maintenant remis de la catastrophe de la bombe A, le souhait le plus profond d’Hiroshima est l’élimination de toutes les armes nucléaires et la réalisation d’une communauté internationale véritablement pacifique. »

Pour faciliter la visite, le musée a été rénové en 1994 et a été divisé en deux sections.
L’aile Est – l'ajout le plus récent – expose l’histoire de la ville d’Hiroshima avant la bombe, de la décision de larguer la bombe, la vie des citoyens d’Hiroshima pendant la Seconde Guerre mondiale et après le bombardement. La visite se termine par des informations sur l’ère nucléaire et les efforts pour la paix internationale. Cette section comprend une maquette montrant les dommages causés à la ville. Le visiteur peut également voir quelques lettres échangées entre les scientifiques et les hauts dirigeants de cette époque sur le thème de l'arme nucléaire.
L’aile ouest se focalise sur les dégâts provoqués par la bombe. On y trouve des vêtements, des montres, des cheveux et d’autres effets personnels portés par les victimes de la bombe. Une autre partie présente les dommages causés par la bombe avec des objets exposés à la chaleur et au rayonnement. Les conséquences des radiations sur les survivants sont également expliquées.